# Winux
Winux (прежние названия — Wubuntu и LinuxFX) — дистрибутив Linux для ПК, основанный на дистрибутиве Kubuntu и имеющий оформление, близкое к Windows 11. Он включает в себя OnlyOffice и другие программы, отсылающие к Windows. The Register утверждает, что дистрибутив, вероятно, нарушает права на товарные знаки компаний Canonical и Microsoft, в то время как ZDNet предупреждает о том, что это может быть скамом (мошеничеством на доверии).